# Людтке, Бернхард
Бернхард Фердинанд Людтке  (нем. Bernhard Ferdinand Luedtke; 8 января 1908, Данциг, Германская империя — 26 июня 2003, Падерборн, Германия) — обершарфюрер СС, служивший в концлагере Штуттгоф.

## Биография
Бернхард Людтке родился 8 января 1908 года в семье столяра. Посещал народную школу в Данциге. Три года учился торговому делу, сдав в 1926 году экзамен на помощника продавца. Впоследствии работал в магазине одежды в качестве продавца и декоратора. В 1934 году был зачислен в ряды Общих СС. 1 мая 1936 года вступил в НСДАП (билет № 3715496).
15 августа 1939 года был призван в Данциге в полицейский резерв. После того, как Людтке сначала направили на охрану важных для войны объектов в районе Данцига, в конце 1939 года ему была поручена охрана польских заключенных. В 1940 году вошёл в состав персонала охранного лагеря Штуттгоф. В 1941 году был переведён в штаб комендатуры лагеря. После того как Штуттгоф получил статус концентрационного лагеря, присоединился к отрядам СС «Мёртвая голова». В политическом отделе Людтке занимался ведением личных дел заключенных концлагеря и составлением актов и картотек. В лагере Людтке принимал участие в казнях. В 1943 году был награждён Крестом «За военные заслуги» 1-го класса. В 1944 году принимал участие в шести расстрелах, проведённых в крематории, в которых было убито 30 человек. Летом 1944 года в Штуттгоф были доставлены 85 советских военнопленных, которые были убиты в газовой камере. Сам Людтке участвовал в уничтожении военнопленных, загоняя людей, некоторые из которых сопротивлялись с помощью костылей и палок, в газовую камеру. В том же году при соучастии Людтке в Штуттгофе были уничтожены 5 русских офицеров, в числе которых была одна в звании майора. Четыре офицера были убиты выстрелом в затылок в крематории, а женщина после оказания сопротивления была сожжена заживо в печи для сжигания мусора. До марта 1945 года Людтке служил в Штуттгофе.
В конце войны вместе с другими эсэсовцами прибыл в Шлезвиг-Гольштейн, где попал сначала в американский, а позже британский плен. Людтке удалось скрыть свою деятельность в концлагере Штуттгоф, поэтому в октябре 1946 года он был освобождён из лагеря для интернированных Нойенгамме. В 1948 году переехал в Падерборн, где проживала его семья. В 1950 году устроился на работу продавцом в Kaufhof-AG. С 20 февраля 1963 года находился в следственном изоляторе. 22 декабря 1964 года земельным судом Тюбингена за преступления в Штуттгофе Людтке был приговорён к 6 годам заключения в тюрьме строгого режима. 17 февраля 1967 года был освобождён из тюрьмы в Верле.